# Pasiphaea sinensis
Pasiphaea sinensis is een garnalensoort uit de familie van de Pasiphaeidae. De wetenschappelijke naam van de soort is voor het eerst geldig gepubliceerd in 1971 door Hayashi & Miyake.